# Pencil Full of Lead
Pencil Full of Lead è un brano musicale di Paolo Nutini, estratto come terzo singolo dall'album Sunny Side Up. Il singolo è stato pubblicato il 2 novembre 2009. Il brano è stato utilizzato come colonna sonora della campagna pubblicitaria italiana di Infostrada.
Il video musicale prodotto per il brano è stato reso disponibile il 20 ottobre 2009 su YouTube e vede protagonista una versione di Paolo Nutini animata in claymation.

## Tracce
Promo - CD-Single Atlantic - (Warner)
1. Pencil Full Of Lead – 2:28

## Classifiche
| Classifica (2009) | Posizione massima |
| ----------------- | ----------------- |
| Irlanda           | 33                |
| Regno Unito       | 17                |